# Plebiscito constitucional de Corea del Sur de 1969
Un plebiscito constitucional fue realizado en Corea del Sur bajo la dictadura militar del Presidente Park Chung-hee el 17 de octubre de 1969. Los cambios a la Constitución de la República de Corea fueron aprobados con el 67,5%% de los votos, con una participación del 77.1%.

## Resultados
| Opción                   | Votos      | %     |
| ------------------------ | ---------- | ----- |
| Voto «A favor»           | 7.553.655  | 67,5% |
| Voto «En contra»         | 3.636.369  | 32,5% |
| Voto inválidos/en blanco | 414.014    |       |
| Total votos emitidos     | 11.604.038 | 100%  |